# Tärendö
Tärendö – miejscowość w północnej części Szwecji. Znajduje się niedaleko miasta Gällivare, w odległości ok. 100 km. Pochodzi stąd mistrzyni olimpijska w biegach narciarskich Charlotte Kalla.